# Przeryty Bór
Przeryty Bór (daw. Przerytybór) – wieś w Polsce położona w województwie podkarpackim, w powiecie dębickim, w gminie Czarna.
| SIMC    | Nazwa    | Rodzaj    |
| ------- | -------- | --------- |
| 0816486 | Za Lasem | część wsi |
| 0816492 | Zarzecze | część wsi |

W latach 1975–1998 miejscowość administracyjnie należała do województwa tarnowskiego.
Słownik geograficzny Królestwa Polskiego i innych krajów słowiańskich › Tom IX › strona 177 (Warszawa : nakł. Filipa Sulimierskiego i Władysława Walewskiego, 1880-1914) podaje następujące dane:
Przerytybór z os. dom. Pod Różą, Za Górą, Za Lasem, wś, pow. pilzneński, w równinie nadwiślańskiej, nad górnym biegiem Brenia. Graniczy na półn. przez las ze Zdziarcem, na zach. z Jastrząbką Starą i Żarówką, na połud. z Różą a na wsch. z Dąbiem. Par. rz.-kat. w Zassowie (o 5 klm.). Wś składa się z 48 dm. i 265 mk.; na obsz. więk. pos. 3 dm. i 28 mk. W ogóle jest 260 rz.-kat. i 33 izrael. Obszar więk. pos. ma 206 roli, 26 łąk i ogr., 9 past. i 209 mr. lasu; pos. mn. wynosi 252 roli, 45 łąk i ogr., 23 past. i 10 mr. lasu. Wś założoną prawdopodobnie w XVI w., wymieniają reg. pobor. z r. 1581 (Pawiński, Małop., 247) jako własność ks. Ostrogskiego. Wówczas miała tylko pół łana kmiecego i 4 zagrody.